# Polikarpov I-185
Le Polikarpov I-185 (en russe : Поликарпов И-185) est un avion de chasse soviétique conçu par Nikolaï Polikarpov en 1940. Il fut muni de trois moteurs successifs, mais tous s’avérèrent insuffisamment au point pour une utilisation en service, ou leur production était réservée à d'autres chasseurs déjà en production. Le programme I-185 a été annulé le 27 janvier 1943.

## Conception
Le Polikarpov I-185, qui fut conçu au début de 1940, était basé sur le Polikarpov I-180, lui-même un développement du Polikarpov I-16, mais était pratiquement un nouveau projet. Le fuselage monocoque était également en contreplaqué de bouleau et intégrait l'empennage vertical, mais il était beaucoup plus long que celui du I-180. L’aile à deux longerons, entièrement métallique, était plus petite et plus mince que l’aile du I-180, et presque aussi mince que celle du Supermarine Spitfire : 13 % à l'emplanture et 8 % à l’extrémité de l’aile.
L'aile avait un profil NACA-230 et un revêtement de duralumin. Elle comportait des volets à fente à commande pneumatique et des becs de bord d'attaque. Les panneaux extérieurs de voilure avaient un dièdre de 3 degrés. Les gouvernes avaient une ossature en duralumin et étaient entoilées. Les réservoirs de carburant protégés, d'une capacité de 540 litres, étaient montés entre les longerons de la section centrale de voilure. Le I-185 avait un train d'atterrissage conventionnel avec une roue arrière rétractable.
L'avion était doté d'un moteur expérimental Toumanski M-90 à 18 cylindres sur deux rangées, de 1 492 kW (2 000 ch), monté sur un bâti de tubes d’acier soudés. Il était équipé d'une casserole d'hélice profilée pour améliorer le refroidissement, et l’air était expulsé vers l'arrière par des ouïes, comme sur le I-180, pour fournir une poussée supplémentaire. L'armement se composait de deux mitrailleuses ShKAS de 7,62 mm et deux mitrailleuses Berezin UBS de 12,7 mm montées dans le fuselage, synchronisées avec l'hélice. Une bombe de 500 kg pouvait également être emportée en surcharge.
Le premier prototype fut achevé en mai 1940, mais le seul exemplaire disponible du Toumanski M-90 ne fournissait pas suffisamment de puissance pour faire décoller l'avion. Le prototype a donc été modifié pour utiliser un autre moteur expérimental, le radial Chvetsov M-81 de 895 kW (1 200 ch), mais il n'était pas assez puissant pour les essais en vol. Le I-185 à moteur M-81 a finalement pris l’air le 11 janvier 1941, mais il a été décidé de ne pas gaspiller de temps sur son développement et d’attendre un moteur plus puissant. Cette décision s'est avérée judicieuse quand le programme du M-81 a été annulé en mai 1941.
Un second prototype fut réalisé à la fin de 1940 avec un moteur radial Chvetsov M-82A à 14 cylindres de 1 268 kW (1 700 ch). Le fuselage avant a dû être redessiné pour accueillir ce moteur plus mince, et l’armement a été modifié à trois canons ShVAK de 20 mm synchronisés. Les plans de cette installation du moteur ont été transmis à Lavotchkine et Yakovlev où ils se sont révélés très utiles dans la conception de leurs propres chasseurs utilisant le M-82, notamment le Lavotchkine La-5.
Un troisième prototype fut également construit, utilisant le moteur radial Chvetsov M-71 de 1 492 kW (2 000 ch), plus grand et plus lourd. Les essais en vol des deux dernières versions ont été interrompus par l'invasion allemande de juin 1941, et les trois prototypes, ainsi que tout le bureau d'études de Polikarpov, ont été évacués vers Novossibirsk en Sibérie.
Les essais en vol ont repris début 1942. Les prototypes motorisés avec le M-71, y compris désormais le premier prototype, se sont avérés plus rapides que le Messerschmitt Bf 109F de 47 km/h au niveau de la mer et de 20 km/h à 6 000 mètres d'altitude, avec une vitesse de pointe de 630 km/h à cette altitude. Il fut recommandé que l'avion entre en production immédiatement, avant même de commencer les essais au combat en novembre 1942. Les trois avions furent affectés au 728e régiment d'aviation de chasse (IAP) de la 3e armée aérienne sur le front de Kalinine. Leur emploi fut étroitement contrôlé pour éviter leur perte. Par exemple, toutes les sorties devaient se faire au-dessus d'un territoire sous contrôle soviétique et nécessitaient l'autorisation expresse du commandement de la 3e armée aérienne. Les rapports des pilotes furent très enthousiastes. Le commandant du 728e régiment, le capitaine Vasilyaka, a écrit: « Le I-185 surclasse tous les avions soviétiques et étrangers à grande vitesse. Il effectue facilement des manœuvres acrobatiques, rapidement et vigoureusement. Le I-185 est le meilleur chasseur actuel du point de vue simplicité, rapidité et contrôle, maniabilité (surtout en montée), armement et capacité de survie. »
Avec l'accord du NII VVS au début 1942, les préparatifs pour la mise en production du I-185 / M-71 commencèrent. Un quatrième avion fut fabriqué en avril 1942 avec un capot moteur redessiné. Baptisé « Étalon », il devait être le standard de production. Sa masse était supérieure de 144 kg par rapport aux prototypes précédents, mais la réduction de la traînée engendrée par le nouveau capot était significative, et la vitesse maximale était portée à 650 km/h à 5 000 mètres. Il a subi les tests usine entre juin et octobre et a été soumis aux tests de réception par l'État le 18 novembre. Cependant, les essais en vol sont interrompus car le moteur en surrégime « casse » le 15 décembre 1942 et doit être remplacé. Le 5 avril 1943, le nouveau moteur tombe en panne et l'avion s'écrase en tuant le pilote d'essai V. A. Stepanchenok.
Après cet accident, le programme du I-185 a été annulé, pour plusieurs raisons. D'abord, les moteurs M-82 produits étaient tous affectés au chasseur Lavotchkine La-5. Ce dernier reprenait le fuselage du Lavochkin-Gorbunov-Goudkov LaGG-3, qui était déjà en production dans trois usines, ce qui réduisait la perturbation des chaînes de production. De plus, la fabrication du La-5 nécessitait moins de duralumin, un produit rare à l’époque.